# ادوارد کوکویتی
ادوارد ژابیویچ کوکویتی و (به روسی: Кокойты Джабейы фырт Эдуард) رئیس‌جمهور اوستیای جنوبی بین سال‌های ۲۰۰۱ تا ۲۰۱۱ بود.

## انتخابات ریاست‌جمهوری ۲۰۰۱
ادوارد کوکویتی در ۱۸ نوامبر ۲۰۰۱ میلادی، یعنی هنگامی که ۳۸ سال سن داشت در دور نخست انتخابات ریاست‌جمهوری سال ۲۰۰۱ موفق به کسب ۴۵ درصد از مجموع آرا شد و به دور دوم این انتخابات راه یافت. وی در دور دوم این انتخابات که در تاریخ ۶ دسامبر ۲۰۰۱ برگزار شد، توانست با کسب ۵۳ درصد از مجموع آرای اخذ شده به پیروزی برسد. وی از ۱۸ دسامبر ۲۰۰۱ رسماً قدرت را در اوستیای جنوبی به دست گرفت.